# Pomasia parerga
Pomasia parerga là một loài bướm đêm trong họ Geometridae.